# Montenegrinische Wasserballnationalmannschaft
Die montenegrinische Wasserballnationalmannschaft der Männer ist die Nationalmannschaft der montenegrinischenischen Männer in der Sportart Wasserball (montenegrinisch: Vaterpolo). Sie vertritt Montenegro bei internationalen Wettbewerben wie Olympischen Spielen, Weltmeisterschaften oder Europameisterschaften. Die organisatorische Verantwortung liegt beim montenegrinischen Schwimmverband (Vaterpolo i plivački Savez Crne Gore).
Bis 1991 spielten die Montenegriner in der jugoslawischen Nationalmannschaft. Von 1992 bis 2006 traten dann die Spieler Serbiens und Montenegros gemeinsam an, zunächst als jugoslawische Nationalmannschaft und ab 2003 als serbisch-montenegrinische Wasserballnationalmannschaft.
Die montenegrinische Nationalmannschaft gewann bei ihrer ersten Europameisterschaftsteilnahme den Europameistertitel, später kamen zwei Silbermedaillen und eine Bronzemedaille hinzu. 2013 waren die Montenegriner Weltmeisterschaftszweite.

## Erfolge

### Olympische Spiele
Die montenegrinische Nationalmannschaft trat bei allen olympischen Wasserballturnieren seit 2008 an:
- 2008: 4. Platz
- 2012: 4. Platz
- 2016: 4. Platz
- 2020: 8. Platz
- 2024: 9. Platz

### Weltmeisterschaften
Die montenegrinische Nationalmannschaft konnte sich für die Teilnahme an allen Wasserballweltmeisterschaften seit 2008 qualifizieren:
- 2009: 9. Platz
- 2011: 7. Platz
- 2013: Silbermedaille
- 2015: 5. Platz
- 2017: 5. Platz
- 2019: 10. Platz
- 2022: 8. Platz
- 2023: 8. Platz
- 2024: 8. Platz
- 2025: 6. Platz

### Europameisterschaften
Mit vier Medaillengewinnen bei sieben Teilnahmen zählt Montenegros Nationalmannschaft zu den erfolgreichsten Mannschaft der Gegenwart.
- 2008: Goldmedaille
- 2010: 5. Platz
- 2012: Silbermedaille
- 2014: 4. Platz
- 2016: Silbermedaille
- 2018: 6. Platz
- 2020: Bronzemedaille
- 2022: 7. Platz
- 2024: 6. Platz

### Mittelmeerspiele
- 2009: 5. Platz
- 2013: nicht teilgenommen
- 2018: Bronzemedaille[4]
- 2022: Silbermedaille[5]